# En mer (nouvelle)
Ne doit pas être confondu avec En mer (roman).
En mer (en russe : V morxtf) est une nouvelle d'Anton Tchekhov, parue en 1883.

## HIstorique
En mer est initialement publiée dans la revue russe Potins mondains, numéro 40, du 29 octobre 1883, signée A.Tchekhov. 
La nouvelle décrit la vie sordide des marins. 

## Résumé
Un marin raconte la dure vie des marins, l’alcool, la débauche et la misère. Dans le navire où il travaille, il a fait un trou dans la paroi de la chambre nuptiale et, par chance, elle est occupée ce soir par des jeunes mariés.
La jeune femme est extrêmement ravissante. Il se délecte à l’avance du spectacle en voyant les yeux comblés d’amour de la jeune femme.
Pourtant, rien ne se passe comme prévu. Le mari discute longuement avec sa femme, il essaie de la convaincre de faire quelque chose. Elle refuse tout d’abord, puis accepte avec colère.
Il comprend le sordide de la situation quand le mari laisse sa place contre une pipe grosse et plein de sperme  

## Édition française
- En mer, traduit par Madeleine Durand et André Radiguet, in Œuvres I, Paris, Éditions Gallimard, coll. « Bibliothèque de la Pléiade » no 197, 1968  (ISBN 978-2-07-0105-49-6).